# Жанекен, Клеман
Клеман Жанеке́н или Жаннеке́н (фр. Clément Janequin/Jannequin; ок. 1485, Шательро — после 1558, Париж) — французский композитор, один из важнейших представителей светской многоголосной песни — шансон.

## Биография
Начальное музыкальное образование получил в хоровой школе родного города. Был рукоположён в сан священника в первой половине 1520-х годов. В 1523—29 годах состоял на службе у архиепископа Бордо Жана де Фуа. В 1534—37 годах руководил капеллой кафедрального собора в Анже, где с большой вероятностью оставался до 1549 года. В 1550-х годах стал певчим Королевской капеллы в Париже, с 1556 года — в должности «ординарного королевского композитора». Возможно, учился у Жоскена Депре или у композиторов из его окружения. О широкой известности композитора свидетельствуют сборники его песен (которые печатали крупнейшие нотоиздатели, в том числе Пьер Аттеньян и Тильман Сузато), обработки их для лютни, клавишных и других инструментов. Несмотря на очевидное общественное признание, Жанекен на протяжении всей жизни испытывал материальные затруднения и умер в бедности около 1558 или 1559 года.

## Творчество
Клеман Жанекен написал около 250 шансон, большей частью для 4 голосов, на стихи Пьера Ронсара, Клемана Маро, Меллена де Сен-Желе, анонимных поэтов. В отношении ещё 40 шансон авторство Жанекена современная наука оспаривает (что не уменьшает, впрочем, качества самой этой оспариваемой музыки). Главная отличительная черта его светской многоголосной музыки — программность и изобразительность. Перед мысленным взором слушателя проходят картины сражения («Битва при Мариньяно», «Битва при Ренти», «Битва при Меце»), сцены охоты («Пение птиц», «Пение соловья», «Жаворонок»), бытовые сценки («Женская болтовня»). Атмосферу будничной жизни Парижа Жанекен ярко передаёт в шансон «Крики Парижа» (фр. Les cris de Paris, инципит: Voulez ouir les cris de Paris), где слышны возгласы уличных торговцев («Молоко!» — «Горячие пирожки!» — «Шпинат, салат!» — «Селёдка!» — «Сухой хворост!» — «Нежная черешня!» — «Старые башмаки!» — «Вино белое, столовое и красное!»). При всей изобретательности в фактуре и ритмике музыка Жанекена в области гармонии и контрапункта остаётся весьма традиционной.
Жанекен — автор двух месс на материале собственных песен (см. Cantus firmus). Четырёхголосные обработки псалмов (сборники напечатаны в 1549 и 1559 годах) и многоголосные «духовных шансон» (chansons spirituelles, сборник издан в 1556; сохранились фрагментарно) на французском языке, возможно, указывают на симпатии Жанекена к кальвинизму в последние годы жизни.